# Edward Cary Hayes
Edward Cary Hayes (* 10. Februar 1868 in Lewiston, Maine; † 7. August 1928 in Urbana, Illinois) war ein US-amerikanischer Soziologe und 11. Präsident der American Sociological Association.
Nach einer Tätigkeit als Pfarrer in Augusta (Maine) studierte Hayes ab 1899 Philosophie an der University of Chicago, wandte sich aber bald der Soziologie zu und wurde Schüler von Albion Woodbury Small. Während eines einjährigen Studienaufenthaltes in Berlin, hörte er Alfred Vierkandt und Georg Simmel. Nach der Promotion im Jahre 1902 lehrte er erst an der Miami University und wechselte 1907 an die University of Illinois, wo er bis zu seinem Tode als Soziologie-Professor wirkte.

## Schriften (Auswahl)
- Introduction to the Study of Sociology, 1915
- Sociology and Ethics, 1921.